# Aigafonda
Aigafonda (en francès Aiguefonde) és un municipi occità del Llenguadoc situat al departament del Tarn i a la regió d'Occitània. Limita amb els municipis de Caucalièira al nord, Pairin e Aut Montel al nord-est, Aussilhon a l'est, La Bruguièira a l'oest i Masamet al sud.
Els habitants són anomenats los aigafondòls o aigafondeses.

## Geografia

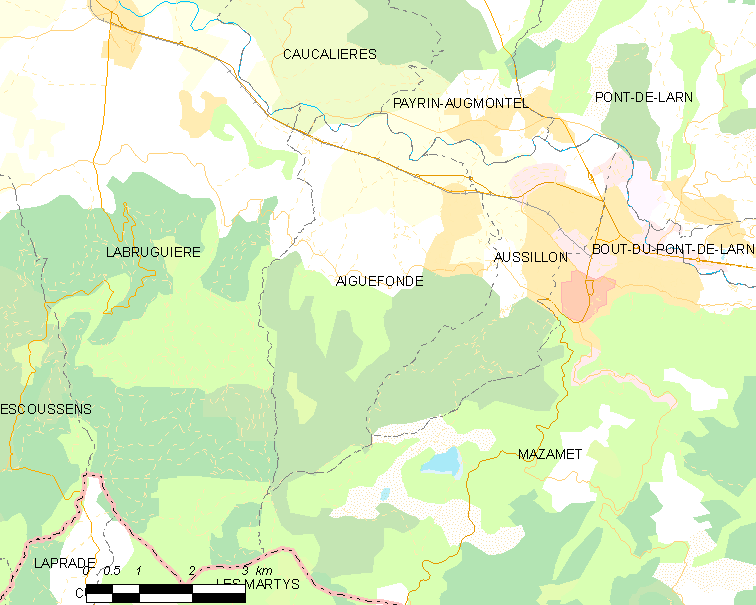
Mapa de la comuna d'Aigafonda

### Llogarets
- Aigafonda
- Los Vinhals
- La Senhariá
- Calmont
- Rossol
- Lo Pichon Causse
- Fontalbar
- La Font Blanca
- Sant Albin
- La Robinarià
- La Cabanat

## Administració i política
Alcaldes
| Període   | Identitat     | Partit        |
| --------- | ------------- | ------------- |
| 1977-2007 | Alain Guiraud | Divers gauche |
| 2008-     | Vincent Garel | PRG           |

## Demografia

Població 1962-2008

| 1851                                       | 1962  | 1968  | 1975  | 1982  | 1990  | 1999  | 2007  | 2018  |
| ------------------------------------------ | ----- | ----- | ----- | ----- | ----- | ----- | ----- | ----- |
| 2.147                                      | 2.019 | 2.068 | 2.105 | 2.588 | 2.752 | 2.631 | 2.702 | 2.511 |
| Des de 1962: població sense dobles comptes |       |       |       |       |       |       |       |       |